# 가와사촌
가와사촌(일본어: 河佐村)은 일본 히로시마현 아시나군에 있던 촌이다. 현재의 후추시의 일부에 해당한다.